# 정상희 (연출가)
정상희은 대한민국의 텔레비전 드라마 연출감독이다.

## 학력 및 경력
- MBC 프로듀서

## 드라마
- 2022년 MBC 토일 미니시리즈 《지금부터, 쇼타임!》 ... 공동연출
- 2022년 MBC 4부작 미니시리즈 《팬레터를 보내주세요》 ... 연출